# 高浜愛子
高浜 愛子（たかはま あいこ、1984年10月2日 - ）は、日本将棋連盟所属の女流棋士。女流棋士番号は54。山本真也六段門下。大阪市福島区出身。夙川学院高等学校卒。

## 棋歴

### 女流3級になるまで
関西将棋会館の近くで生まれ育ち、小学六年生の時に、アマ強豪の祖父に将棋会館道場で将棋の手ほどきを受ける。それから関西将棋会館の子供スクールに2年ほど通ったが、一度将棋から離れる。
高校一年生のときはテニス部に入部したが、なかなか上達せず、将棋が練習で上達したことを思い出し、テニス部を辞めて、高校二年生から本格的に将棋に打ち込む。
2003年度後期に女流棋士の育成機関である女流育成会に入会。2009年より女流棋士になるための制度が変わったため、同年4月に関西研修会のD1クラスに移った（C1クラス昇級で女流3級になる）。研修会入会後は好調で、すぐ研修会C2クラスに昇級し、研修会入会から半年も経たないうちに女流3級資格取得（C1クラス昇級）まであと2勝のチャンスとなった。しかし、そのチャンスを逃すとスランプに陥り、降級の危機に繰り返し陥るようになって、4回目の降級危機の一番で敗れて降級した。その後、少しずつ調子を取り戻してC2クラスに復帰するが、年齢制限があって、その頃にはもうあと1年しかない苦しい状況だった。しかし、研修会入会から4年10ヶ月、2014年1月12日に何とかC1クラスに昇級して、29歳で女流3級資格を取得した。資格申請を以って4月1日付での女流3級が内定し、2年間で女流2級に昇級すると正式に女流棋士と認定されることとなった。

### 女流2級になるまで
2014年11月、関西から関東に移籍。
2015年8月1日、第9期マイナビ女子オープンで、予選1回戦でアマに勝利し、同日の2回戦で勝てば本戦進出となり悲願の女流2級になるところだった。しかし、女流育成会時代に何度も対戦した飯野愛に敗れ、あと1勝のところで女流2級のチャンスを逃した。
2016年2月5日、第43期女流名人戦予選2回戦で、中村桃子に141手で勝利し、過去1年間の参加棋戦と同数の勝星となる6勝目を挙げ、31歳で女流2級への昇級を決めた。この一番に敗れた場合、年齢制限により研修会に戻れず、引退となるところであった。

## 棋風
四間飛車穴熊を得意戦法とする。

## 人物
- 将棋ニュースプラスの中の一コーナーであった『激突！目隠し将棋』にて、記録・秒読みを担当した（2008年）。
- 将棋連盟（関東）のフットサル部の常連（他に常連の女流棋士は、室谷由紀・塚田恵梨花など）。ニコニコ生放送でネット中継された「将棋棋士東西対抗フットサル大会」（2016年6月10日）では得点王として表彰された[10]。
- 2018年3月7日に一般人と結婚[11]。女流棋士としての活動名は変更なし[11]。
- 同じ大阪府出身の室谷由紀とは、高浜が高校2年生で女流棋士を志した頃（室谷は9歳であった）に関西アマチュア女流名人戦（外部リンク）の会場で知り合い、それ以来の「将棋界随一の大親友」である[12]。
- 実家は、大阪市中央卸売市場本場の水産物仲卸店[13][14][15][16]（一般客への小売り・通信販売も行っている[14][16]）。

## 昇段履歴
女流育成会・研修会
- 2003年00月00日 - 女流育成会入会（2003年度後期）
- 2009年04月00日 - 関西研修会D1クラスに編入
- 2014年01月12日 - 関西研修会C1クラスに昇級（女流3級資格）

女流棋士
- 2014年04月01日 - 女流3級 [2]
- 2016年02月05日 - 女流2級（参加公式棋戦数と同数の勝星〈年間6勝〉）=女流棋士としてプロ入り[9]
- 2021年09月17日 - 女流1級（女流王位戦予選決勝進出）[17]
- 2024年04月01日 - 女流初段（年度成績指し分け以上・8勝以上／2023年度10勝10敗、女流通算50勝89敗）[18][19][20]

## 主な成績

### 在籍クラス
| 2021 | 1 | 順位決定トーナメント戦48位 | 順位決定トーナメント戦48位 | 順位決定トーナメント戦48位 | 順位決定トーナメント戦48位 | 順位決定トーナメント戦48位 |     |
| 2022 | 2 |                            |                            |                            |                            | D07                        | 5-3 |
| 2023 | 3 |                            |                            |                            |                            | D06                        | 5-3 |
| 2024 | 4 |                            |                            |                            |                            | D09                        | 6-2 |
| 2025 | 5 |                            |                            |                            | C17                        |                            |     |
| 女流順位戦の 枠表記 は挑戦者。右欄の数字は勝-敗(番勝負/PO含まず)。 順位戦の右数字はクラス内順位 ( x当期降級点 / *累積降級点 / +降級点消去 ) |   |                            |                            |                            |                            |                            |     |

### 年度別成績
| 年度             | 対局数 | 勝数 | 負数 | 勝率   | (出典) |
| ---------------- | ------ | ---- | ---- | ------ | ------ |
| 2014年度         | 9      | 3    | 6    | 0.3333 | [ 21 ] |
| 2015年度         | 12     | 5    | 7    | 0.4166 | [ 22 ] |
| 2016年度         | 11     | 4    | 7    | 0.3636 | [ 23 ] |
| 2017年度         | 10     | 2    | 8    | 0.2000 | [ 24 ] |
| 2018年度         | 12     | 4    | 8    | 0.3333 | [ 25 ] |
| 2019年度         | 13     | 4    | 9    | 0.3076 | [ 26 ] |
| 2020年度         | 16     | 5    | 11   | 0.3125 | [ 27 ] |
| 2014-2020 (小計) | 83     | 27   | 56   |        |        |
| 年度             | 対局数 | 勝数 | 負数 | 勝率   | (出典) |
| 2021年度         | 23     | 10   | 13   | 0.4347 | [ 28 ] |
| 2022年度         | 13     | 3    | 10   | 0.2307 | [ 29 ] |
| 2023年度         | 20     | 10   | 10   | 0.5000 | [ 30 ] |
| 2024年度         | 21     | 9    | 12   | 0.4285 | [ 31 ] |
| 2021-2024 (小計) | 77     | 32   | 45   |        |        |
| 通算             | 160    | 59   | 101  | 0.3687 | [ 32 ] |
| 2024年度まで     |        |      |      |        |        |

## 出演

### ウェブテレビ
- 【将棋】棋士がつくる将棋めし（2018年9月1日、ニコニコ生放送）[33]